# Premier Division 2020-2021 (Sudafrica)
La Premier Division 2020-2021 (conosciuta come DSTV Premiership per motivi di sponsorizzazione) è stata la 25ª edizione della Premier Division dalla sua fondazione nel 1996. La stagione è iniziata nell'ottobre 2020 e si è conclusa a giugno 2021 con la vittoria del Mamelodi Sundowns.
Il vincitore di questa stagione si è qualificato per la CAF Champions League 2021-2022 insieme alla seconda classificata, mentre la 3ª classificata e i vincitori della Nedbank Cup si sono qualificati per la Coppa della Confederazione CAF 2021-2022.
La penultima ha affrontato la seconda della National First Division in un play-off promozione, mentre l'ultima è stata retrocessa in National First Division.

## Novità
Le seguenti squadre hanno cambiato divisione rispetto all'anno precedente:
Il Moroka Swallows ha vinto la National First Division 2019-20 ed è stato promosso, prendendo il posto del Polokwane City retrocesso.
Il Tshakhuma Tsha Madzivhandila ha rilevato il posto del Bidvest  Wits ed 
il TS Galaxy ha rilevato il posto dell'Highlands Park

## Squadre partecipanti
Le squadre di calcio in Sudafrica tendono a utilizzare più stadi nel corso di una stagione per le partite casalinghe. La seguente tabella indicherà solo lo stadio utilizzato maggiormente dal club per le partite casalinghe.
| Squadra             | Città                        | Stadio                      | Stagione precedente                  |
| ------------------- | ---------------------------- | --------------------------- | ------------------------------------ |
| AmaZulu             | Durban (Durban North)        | King Zwelithini Stadium     | 13º posto in Premier Division        |
| Baroka              | Polokwane                    | Peter Mokaba Stadium        | 14º posto in Premier Division        |
| Black Leopards      | Thohoyandou                  | Thohoyandou Stadium         | 15º posto in Premier Division        |
| Bloemfontein Celtic | Bloemfontein                 | Dr. Petrus Molemela Stadium | 8º posto in Premier Division         |
| Cape Town City      | Città del Capo (Green Point) | Cape Town Stadium           | 6º posto in Premier Division         |
| Chippa United       | Port Elizabeth               | Nelson Mandela Bay Stadium  | 11º posto in Premier Division        |
| Golden Arrows       | Durban (Lamontville)         | Princess Magogo Stadium     | 12º posto in Premier Division        |
| Kaizer Chiefs       | Johannesburg (Soweto)        | FNB Stadium (Soccer City)   | 2º posto in Premier Division         |
| M. Sundowns         | Pretoria (Marabastad)        | Loftus Versfeld             | Campione di Sudafrica                |
| Durban City         | Pietermaritzburg             | Harry Gwala Stadium         | 7º posto in Premier Division         |
| Moroka Swallows     | Johannesburg (Soweto)        | Dobsonville Stadium         | 1º posto in National First Division  |
| Orlando Pirates     | Johannesburg (Soweto)        | Orlando Stadium             | 3º posto in Premier Division         |
| Stellenbosch        | Stellenbosch                 | Coetzenburg Stadium         | 10º posto in Premier Division        |
| SuperSport Utd      | Pretoria (Atteridgeville)    | Lucas Moripe Stadium        | 4º posto in Premier Division         |
| TS Galaxy           | Kameelrivier                 | Kameelrivier Stadium        | 10º posto in National First Division |
| Tshakhuma           | Johannesburg                 | Balfour Park Stadium        | 3º posto in National First Division  |

## Stagione regolare

### Classifica
| Pos. | Squadra             | Pt | G  | V | N | P | GF | GS | DR  |
| ---- | ------------------- | -- | -- | - | - | - | -- | -- | --- |
| 1.   | M. Sundowns         | 27 | 13 | 7 | 6 | 0 | 20 | 6  | +14 |
| 2.   | SuperSport Utd      | 27 | 13 | 8 | 3 | 2 | 22 | 12 | +10 |
| 3.   | Moroka Swallows     | 27 | 13 | 7 | 6 | 0 | 17 | 8  | +9  |
| 4.   | Cape Town City      | 22 | 13 | 6 | 4 | 3 | 25 | 20 | +5  |
| 5.   | Orlando Pirates     | 21 | 13 | 5 | 6 | 2 | 14 | 10 | +4  |
| 6.   | Golden Arrows       | 19 | 12 | 4 | 7 | 1 | 16 | 12 | +4  |
| 7.   | Kaizer Chiefs       | 17 | 13 | 4 | 5 | 4 | 13 | 14 | -1  |
| 8.   | AmaZulu             | 15 | 13 | 3 | 6 | 4 | 15 | 14 | +1  |
| 9.   | Stellenbosch        | 15 | 13 | 3 | 6 | 4 | 14 | 15 | -1  |
| 10.  | Baroka              | 15 | 13 | 4 | 3 | 6 | 15 | 20 | -5  |
| 11.  | Chippa United       | 13 | 13 | 3 | 4 | 6 | 14 | 16 | -2  |
| 12.  | Bloemfontein Celtic | 11 | 12 | 2 | 5 | 5 | 11 | 14 | -3  |
| 11.  | TS Galaxy           | 11 | 12 | 2 | 5 | 5 | 10 | 14 | -4  |
| 12.  | Maritzburg Utd      | 9  | 13 | 2 | 3 | 8 | 10 | 19 | -9  |
| 15.  | Black Leopards      | 9  | 12 | 2 | 3 | 7 | 9  | 19 | -10 |
| 16.  | Tshakhuma           | 8  | 13 | 1 | 6 | 6 | 7  | 19 | -12 |

Legenda:
      Campione di Sudafrica e ammessa CAF Champions League 2021-2022.
      Ammessa alla CAF Champions League 2021-2022.
      Ammessa alla Coppa della Confederazione CAF 2021-2022.
      Ammessa ai play-off promozione/retrocessione.
      Retrocessa in National First Division 2021-2022.
Note:
Tre punti a vittoria, uno a pareggio, zero a sconfitta.
La classifica viene stilata secondo i seguenti criteri:
- Punti conquistati
- Differenza reti generale
- Reti totali realizzate
- Punti conquistati negli scontri diretti
- Differenza reti negli scontri diretti
- Minor numero di cartellini rossi ricevuti
- Minor numero di cartellini gialli ricevuti
- Sorteggio